# Prothoe phameralis
Prothoe phameralis är en fjärilsart som beskrevs av Corbet 1942. Prothoe phameralis ingår i släktet Prothoe och familjen praktfjärilar. Inga underarter finns listade i Catalogue of Life.